# Hyllus angustivulva
Hyllus angustivulva är en spindelart som beskrevs av Lodovico di Caporiacco 1940. Hyllus angustivulva ingår i släktet Hyllus och familjen hoppspindlar. Inga underarter finns listade i Catalogue of Life.